# SIGKILL
SIGKILL — сигнал на POSIX-сумісних платформах, який посилається для безумовного примусового завершення роботи процесу. Символьна змінна SIGKILL оголошена у заголовному файлі signal.h. Символьні імена для сигналів використовуються через те, що їхні номери залежать від конкретної платформи.

## Етимологія
SIG є загальноприйнятий префіксом для назв сигналів. KILL (англ. interrupt) — означає вбити.
В UNIX-системах системний виклик та команда відправлення сигналу називаються kill, але вони здатні відправляти не тільки SIGKILL, але й інші сигнали.